# Shingoshūi wakashū
Le Shingoshūi wakashū (新後拾遺和歌集), Nouvelle collection tardive de wakas glanés, abrégé en Shingoshūishū, un titre qui rappelle le Goshūi wakashū et le Shinshūi wakashū, est une anthologie impériale de poésie japonaise du genre waka. La collection a été terminée vers 1383 (et révisée en 1384), huit ans après que l'empereur Go-En'yū l'a commandée en 1375 à la demande du shogun Ashikaga Yoshimitsu. La compilation a été faite par Fujiwara no Tametō, membre de l'ancienne et conservatrice école poétique Nijō, et terminée par Fujiwara no Tameshige, lui aussi partisan du Nijō. La préface en japonais est notable car Nijō Yoshimoto en est l'auteur, celui que Brower et Miner décrivent comme « un important critique conservateur et poète de renga, c'est-à-dire des vers liés ». 
La collection comprend 20 volumes contenant 1 554 poèmes.